# Berlin Infantry Brigade

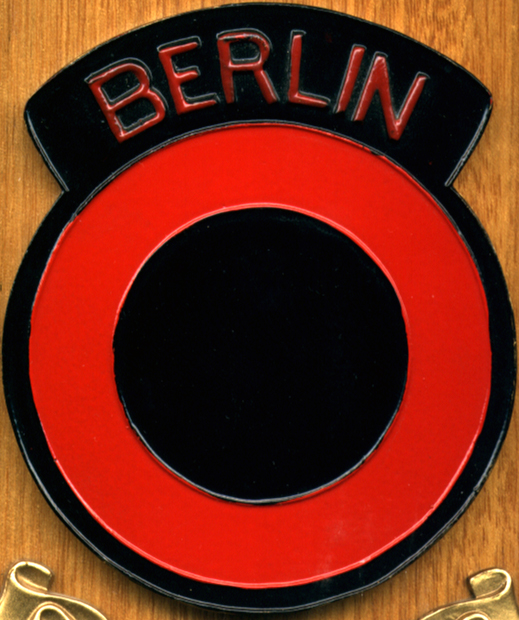
Brittiska Berlin Infantry Brigade

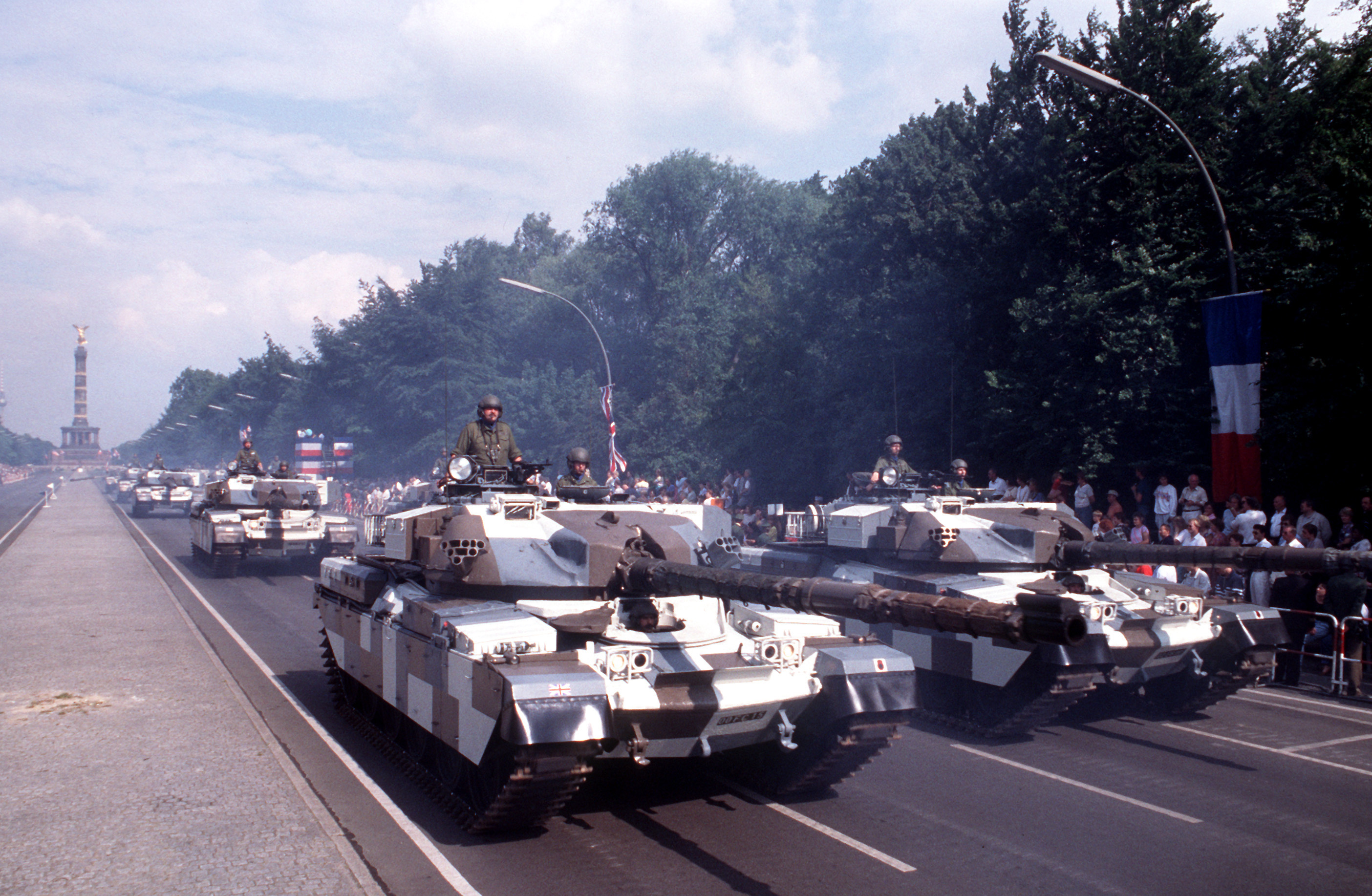
Brittiska styrkor i sista Allied militärparad i Västberlin på 18 juni 1989.

Berlin Infantry Brigade var namnet på de brittiska styrkorna i Berlin 1981-1994.
Olika namn i Berlin Infantry Brigade från 1945 - 1994:
| Månad, År             | Namn                          |
| --------------------- | ----------------------------- |
| Nov. 1946 -           | British Troops Berlin         |
| Feb. 1949 -           | Area Troops Berlin            |
| Okt. 1953 -           | Berlin Infantry Brigade Group |
| Dec. 1963 -           | Berlin Infantry Brigade       |
| Apr. 1977 -           | Berlin Field Force            |
| Jan. 1981 - Sep. 1994 | Berlin Infantry Brigade       |